# Бру-на-Бойн

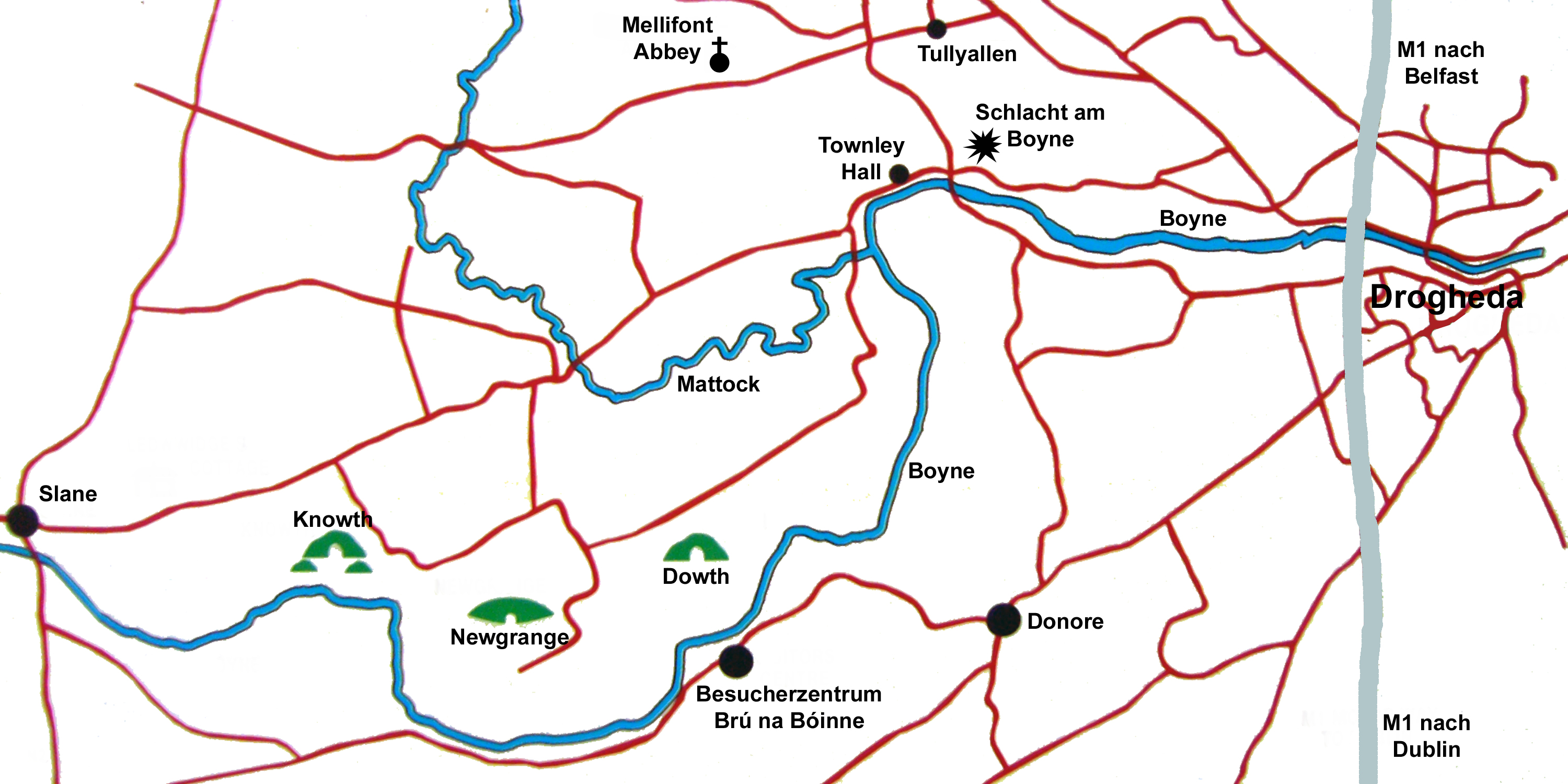
Карта Бру-на-Бойн та околиць

Бру-на-Бойн, (ірл. Brú na Bóinne) — комплекс із 40 могильних курганів в Ірландії, розташований в долині річки Бойн, приблизно за 40 км на північ від Дубліна, графство Міт). Займає територію 10 км².
Тридцять сім невеликих курганних насипів оточують три величезні гробниці — Ньюгрейндж, Даут та Наут. Їхні розміри обчислюються десятками метрів в діаметрі. Всі вони відносяться до типу так званих коридорних гробниць: в похоронну камеру, розташовану під насипом, веде довгий, вузький коридор, споруджений з масивних кам'яних блоків. Вік цих мегалітів становить близько 5 тис. років, тобто на тисячу років старше знаменитого Стоунгенджа і на п'ятсот років — за єгипетські піраміди в Гізі .
Ці споруди вважаються на сьогодні найбільшими і найважливішими пам'ятками мегалітичного мистецтва в Європі.
Вони також вважалися найстарішими в Ірландії. Однак, за результатами радіовуглецевих досліджень, гробниці в Карроуморі значно старші — 3800-4400 рр. до н. е..
Входять в Список обєктів світової спадщини ЮНЕСКО в Ірландії.

## Історія

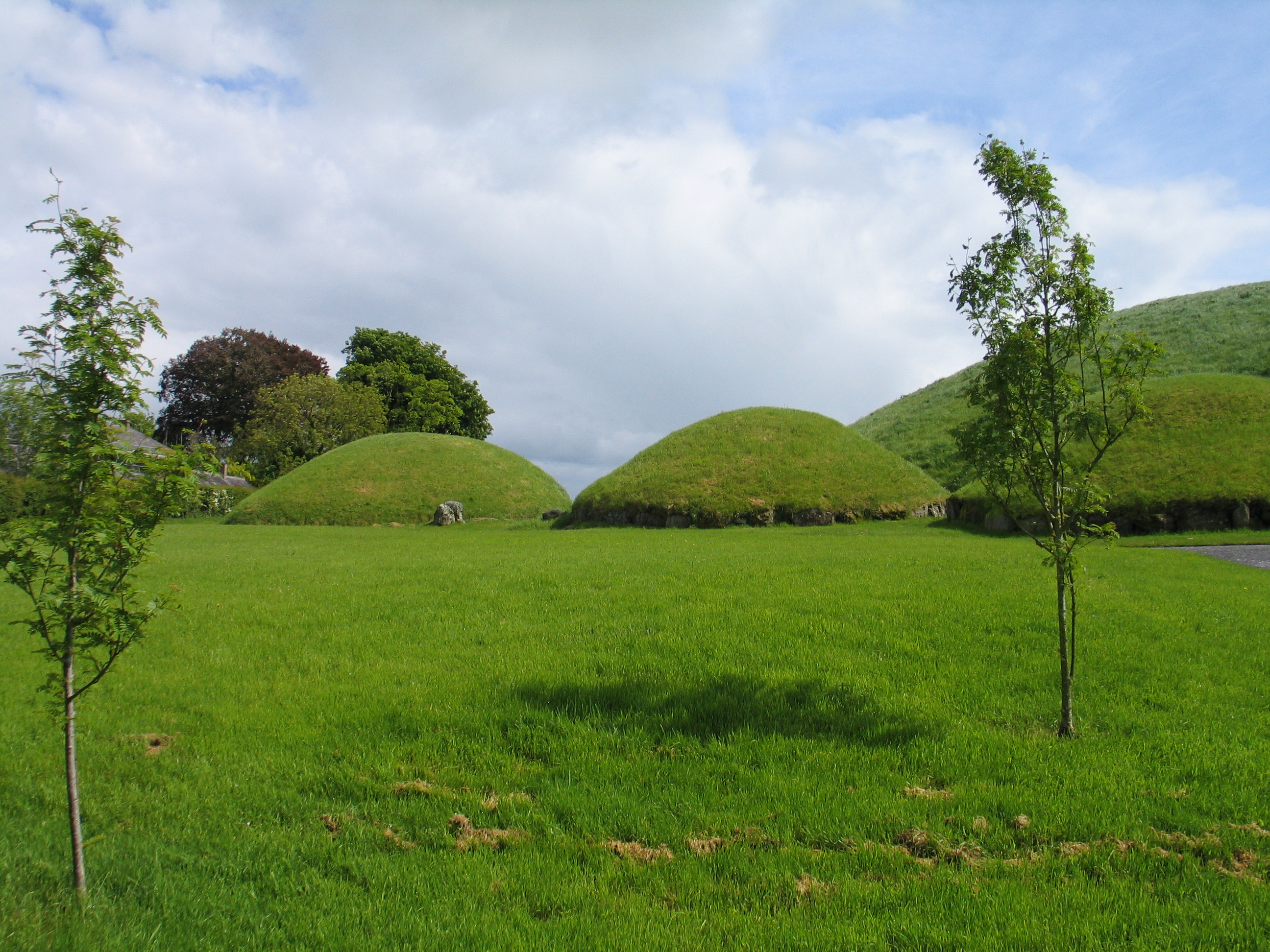
Група курганів Бру-на-Бойн.

Насипи були споруджені в епоху неоліту, близько 2750—2250 рр.. до н. е.. Дослідники підрахували, що на спорудження кожної такої гробниці давнім жителям долини Бойн було потрібно не менше п'ятдесяти років.
У  бронзову добу носії  культури дзвоноподібних кубків, можливо, вважали Бру-на-Бойн священним місцем, де мешкають давні духи чужого народу, з якими краще не сваритися. Втім, вони теж ховали тут своїх мертвих. Сьогодні це поховання є єдиним відомим похованням культури кубків в Ірландії.
Коли через три тисячі років після побудови гробниць в долину Бойн прийшли кельти, Ньюгрейндж, Даут і Наут, ймовірно, вже виглядали як величезні природні пагорби. Тож кельтські вожді обрали найбільший з них — Наут — як місце для будівництва замку. Кельти оточили його двома концентричними ровами і валом, для чого їм довелося зруйнувати входи до гробниці. Вони також залишили тут свої поховання — всього їх тут відомо тридцять п'ять.
До VIII—XII ст. н. е.. багато невеликих гробниці епохи неоліту вже зникли без сліду. Частина з них була пущена на будівельний матеріал для нових будівель. У цей період замок на вершині Наута перейшов у володіння клану  Уї Нейлл і став столицею одного з 120 королівств Ірландії.
В епоху раннього  Середньовіччя люди боялися входити у таємничі коридори гробниць Бру-на-Бойн. Вони були переконані, що ці коридори ведуть в підземний світ, туди, де мешкає загадковий народ Туата де Дананн — міфічна раса надприродних людей, що пішли під землю з приходом кельтів.
Нормани прийшли до Ірландії з  Англії в 1169 році, але тільки в 1175 році дісталися до долини Бойн. Вони перебудували замок на вершині Наута і перетворили його на свій опорний пункт, але ненадовго. Закріпившись на території Ірландії, вони перевели свій гарнізон у зручніше місце.
Долина Бойн спорожніла. Поступово її освоїли селяни, тут з'явилися ферми і хутори. Величезні пагорби стали настільки звичною частиною пейзажу, що вже ніхто не звертав на них уваги.
У 1699 році на пагорби Бру-на-Бойн прийшли робітники, яким був потрібен щебінь для будівництва дороги. На їхнє здивування, після декількох ударів кирок з-під землі стали виступати фрагменти величезних стародавніх споруд.
Серед учених не було єдиної думки щодо призначення будівель. У XVIII столітті англійський дослідник Чарлз Валлансі визначив одну з трьох «пірамід» Бру-на-Бойн — Ньюгрейндж — як «Печеру Сонця».
Повномасштабні дослідження Ньюгрейндж а були розпочаті в 1962 року археологічною експедицією під керівництвом професора  Майкла Дж. О'Келлі.
1962 року професор Джордж Йоган почав розкопки Наут а і вів їх протягом 24 сезонів, причому за цей час було досліджено лише третина пам'ятника. Сьогодні знахідки в Наут складають близько 25% всіх відомих пам'яток західноєвропейського неолітичного мистецтва.

## Галерея

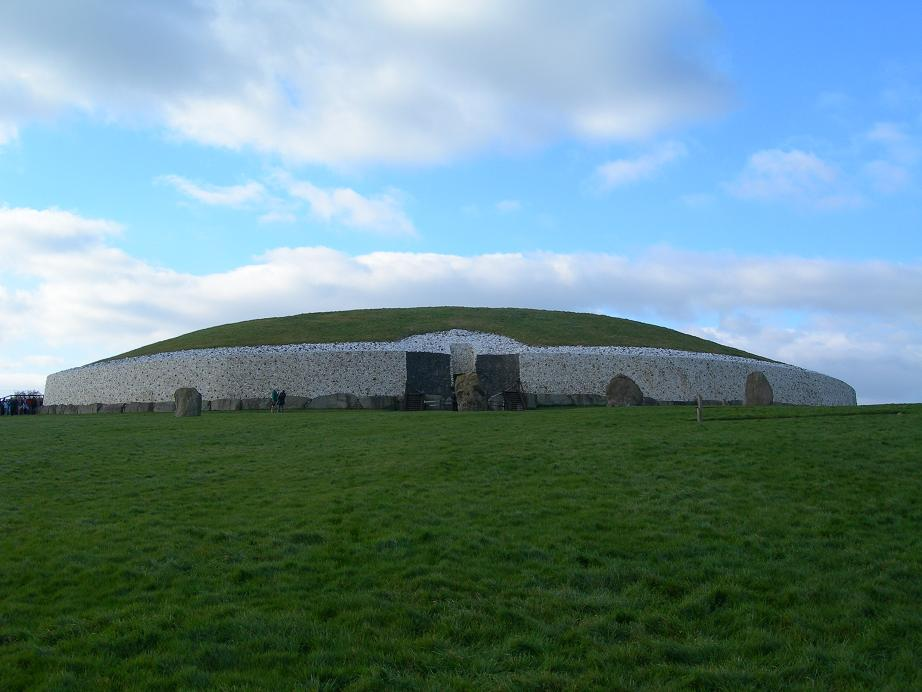
Ньюгрейндж
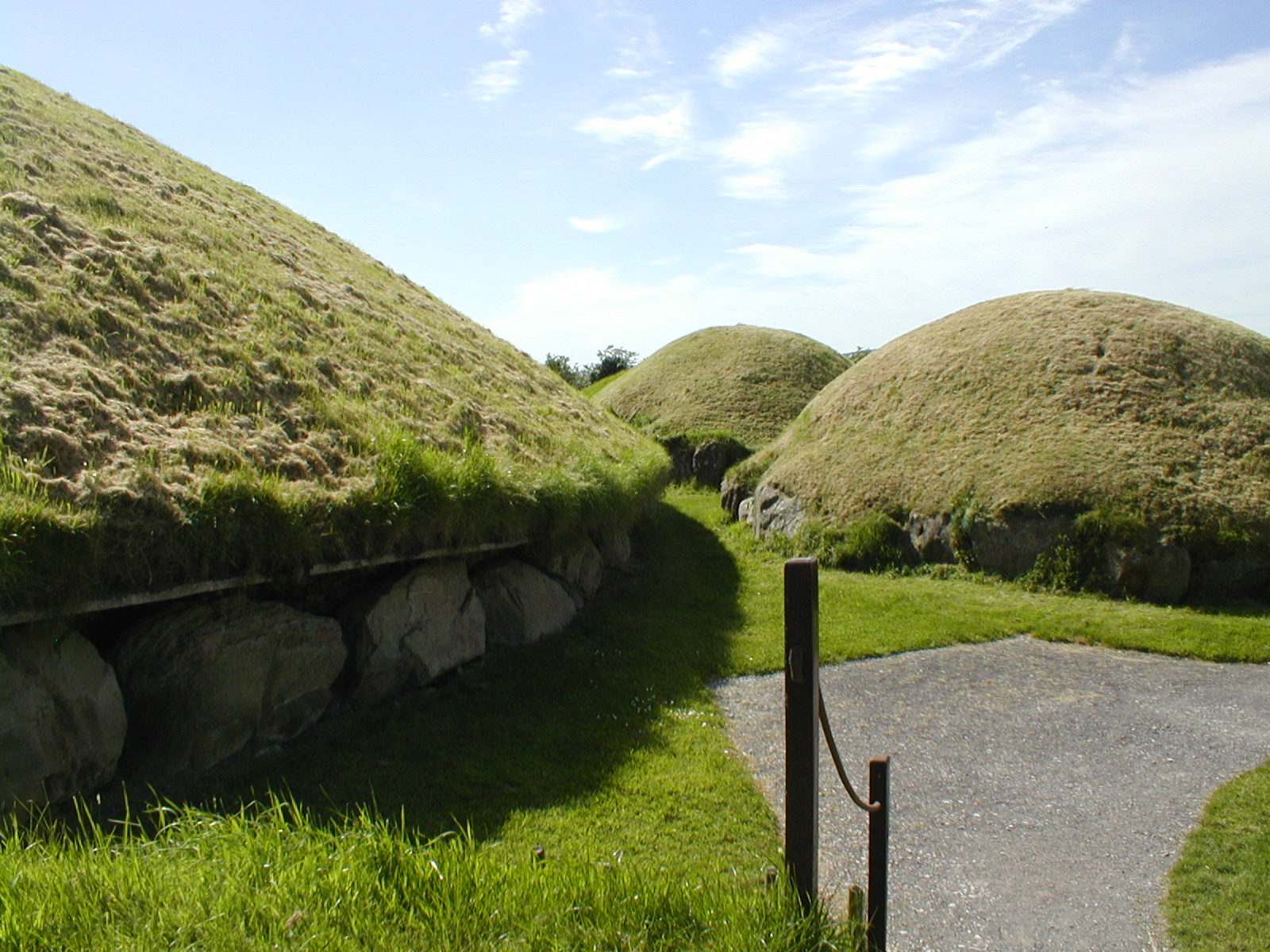
Даут
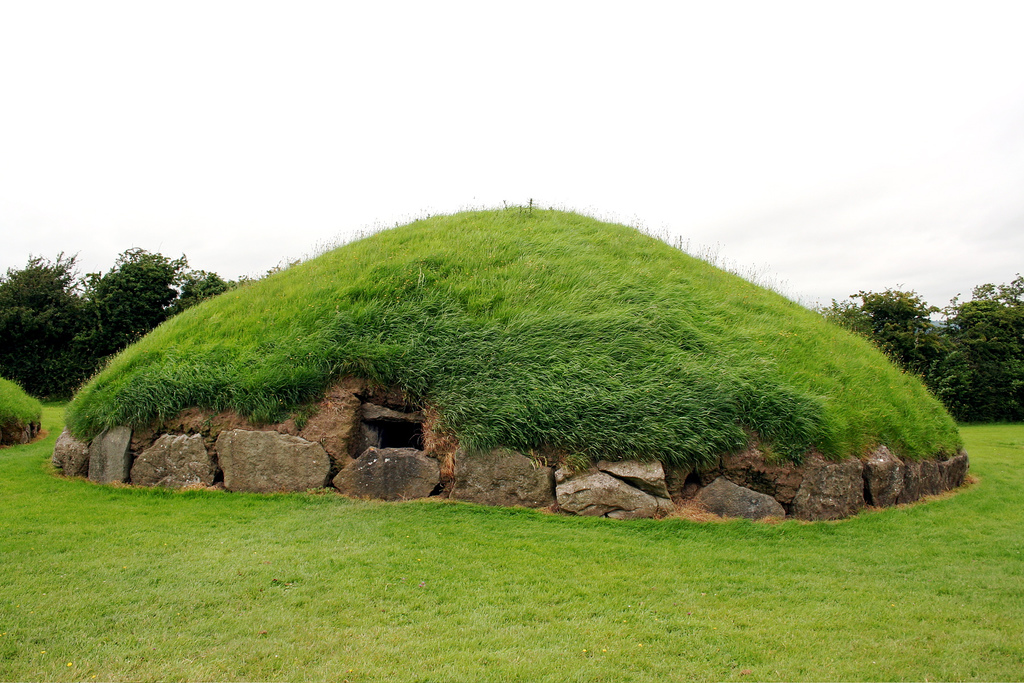
Наут
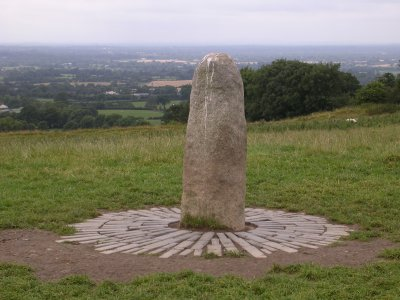
Камінь на пагорбі Нара
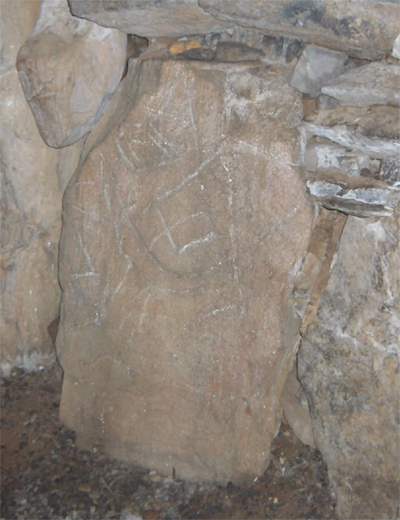
Вигравійовані символи